# RhB Be 4/4
De Be 4/4 is een driedelig, later vierdelig elektrisch treinstel bestemd voor het regionaal personenvervoer van de Zwitserse spoorwegonderneming Rhätische Bahn (RhB).

## Geschiedenis
Dit waren de eerste traploos gestuurde elektrische treinen gebouwd door Flug- und Fahrzeugwerke Altenrhein (FFA), Schweizerische Industrie-Gesellschaft (SIG) en Société Anonyme des Ateliers de Sécheron (SAAS).
In 1994 werden de elektrische installaties van alle treinen vervangen.

### Nummers
De treinen van de Rhätische Bahn zijn als volgt genummerd:
- 511: Be 511 + B 2411 + ABDt 1711
- 512: Be 512 + B 2412 + ABDt 1712
- 513: Be 513 + B 2413 + ABDt 1713
- 514: Be 514 + B 2414 + ABDt 1714

In 1979 werd twee treinen aangeschaft:
- 515: Be 515 + B 2415 + ABDt 1715
- 516: Be 516 + B 2416 + ABDt 1716

In 1988 werden de treinen verlengd met een rijtuig, en werd de samenstelling veranderd in:
- 511: Be 511 + B 2411 + B 2417 + ABDt 1711
- 512: Be 512 + B 2412 + B 2418 + ABDt 1712
- 513: Be 513 + B 2413 + B 2419 + ABDt 1713
- 514: Be 514 + B 2414 + B 2420 + ABDt 1714

## Constructie en techniek
Het treinstel is opgebouwd uit een stalen frame. Deze treinen kunnen tot twee stuks gecombineerd rijden. Zowel het motorrijtuig, de tussen rijtuigen en stuurstand rijtuig zijn aan beide zijden voorzien van GF-koppelingen.

## Treindiensten
De treinen werden door de Rhätische Bahn ingezet op onder meer de volgende verbinding:
- Landquart - Chur - Thusis

Vanaf februari 2021 werden de treinstellen (gefaseerd) niet meer in de reguliere dienst ingezet en werden ze voor de sloop afgevoerd.

## Foto's

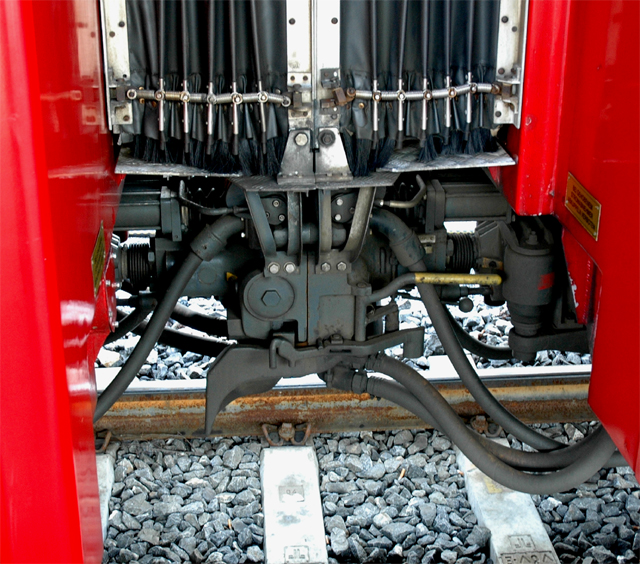
GF-koppelingen tussen de rijtuigen
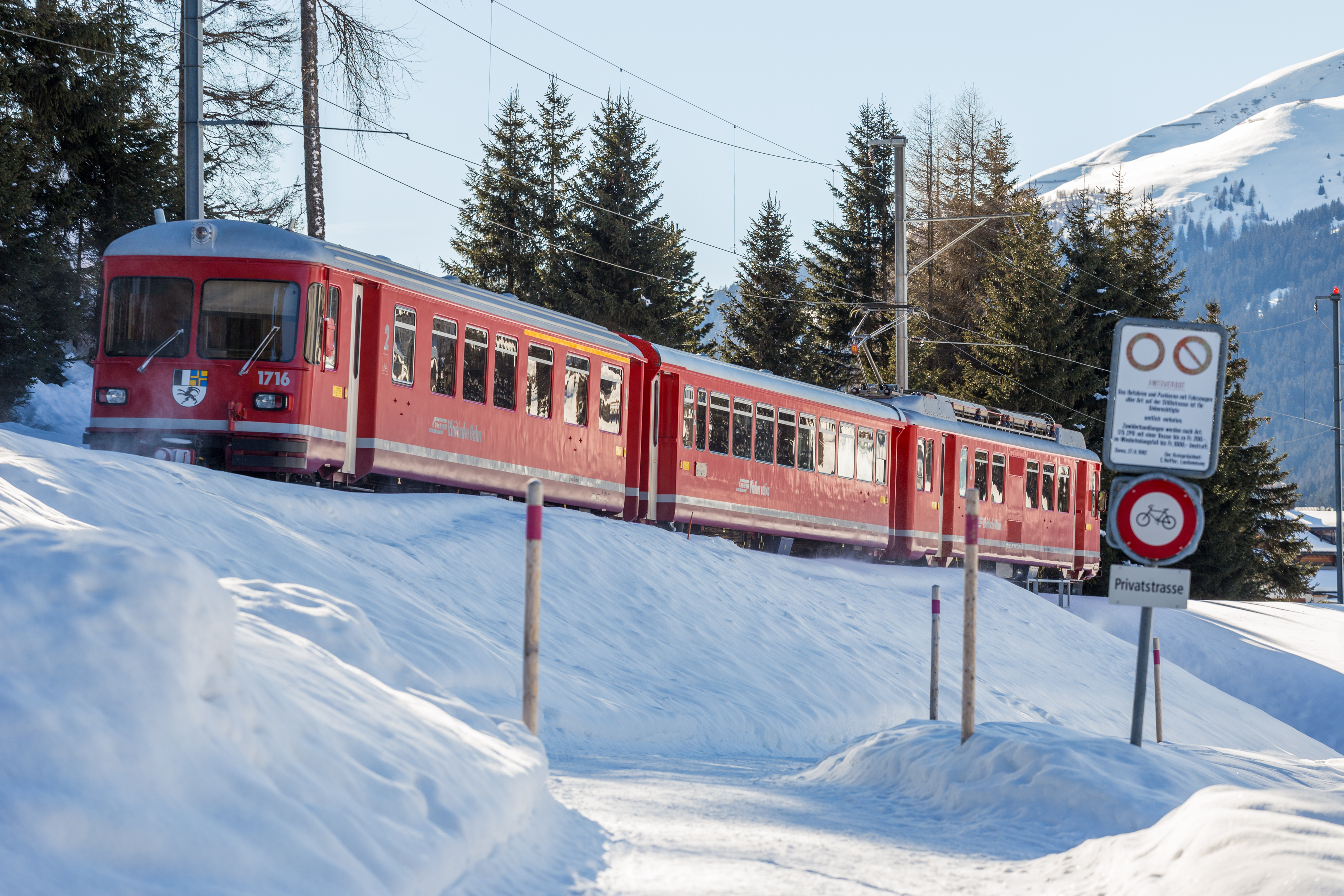
Lokale trein bij het meer van Davos